# Горличка колумбійська
Горличка колумбійська (Leptotila conoveri) — вид голубоподібних птахів родини голубових (Columbidae). Ендемік Колумбії. Вид названий на честь американського орнітолога Бордмана Коновера.

## Опис
Довжина птаха становить 22,5-25 см. Верхня частина голови сиза або темно-сіра, задхня частина шиї рудувата з фіолетовим відблиском. Верхня частина спини рудувато-сіра з фіолетовим відблиском, решта верхньої частини тіла темно-сірі з пурпуровим райдужним відблиском. Крила більш коричневі, хвіст сірувато-коричневий, крайні стернові пера на кінці білі. Горло біле, верхня частина грудей рудувато-рожева, решта нижньої частини тіла контрастно-охриста. Очі білуваті, навколо очей кільця голої червонуватої шкіри. Дзьоб чорний, лапи рожевуваті.

## Поширення і екологія
Колумбійські горлички мешкають на східних схилах Центрального хребта Колумбійських Анд в департаментах Толіма і Уїла. У 2014 році вони були відкриті в департаменті Кундінамарка в Східному хребті Анд. Колумбійські горлички живуть у вологих гірських тропічних лісах, на чагарникових узліссях і на кавових плантаціях, переважно на висоті від 1200 до 2500 м над рівнем моря. Живляться насінням. плодами і дрібними безхребетними, яких шукають в лісовій підстилці. Сезон розмноження триває з березня по вересень. В кладці 2 яйця.

## Збереження
МСОП класифікує стан збереження цього виду як близький до загрозливого. За оцінками дослідників, популяція колумбійських горличок становить від 11 до 29 тисяч птахів. Їм загрожує знищення природного середовища.